# Karki (Azerbaïdjan)
Pour les articles homonymes, voir Karki.
Karki (également écrit Kiarki ou Kyarki ; en azéri Kərki) ou Tigranachen (en arménien Տիգրանաշէն) est un village d'Azerbaïdjan.

## Géographie
Administrativement situé dans le raion de Sadarak, au Nakhitchevan, Karki est entièrement enclavé à l'intérieur de l'Arménie et est distant du reste du Nakhitchevan d'environ 5 km (39° 48′ N, 44° 58′ E). L'enclave mesure moins de 10 km2. La principale autoroute reliant le Nord de l'Arménie au Sud du pays passe à l'intérieur du village.

## Histoire
Karki est contrôlé par les forces arméniennes entre 1989 et le 19 avril 2024, date à laquelle il est restitué à l'Azerbaïdjan.